# Juan Carlos Rodríguez Moreno
Juan Carlos Rodríguez Moreno, conegut com a "Juan Carlos", és un exfutbolista espanyol dels anys 1980 i 90. Va néixer el 19 de gener de 1965 al barri de Puente Castro a Lleó. Va ser internacional amb la selecció espanyola.

## Trajectòria esportiva
Va destacar com a defensa lateral esquerre, i va jugar 14 temporades com a professional en quatre equips de primera divisió de la lliga espanyola de futbol: el Reial Valladolid, Atlètic de Madrid, FC Barcelona i València CF. Va ser en el FC Barcelona, en el qual va militar tres temporades, on va aconseguir els seus majors èxits professionals: tres campionats de Lliga i la Copa d'Europa de 1992 a la final de la qual que el Barça va guanyar a l'Estadi de Wembley de Londres el 20 de maig de 1992, hi fou titular. Va ser la primera Copa d'Europa del Barça i un partit que marcaria la història del club.
Va ser una vegada internacional amb la selecció espanyola: el 17 d'abril de 1991, quan Espanya va perdre a Càceres, per 0-2, davant de la selecció romanesa.
Després de retirar-se al Reial Valladolid, va treure's el carnet d'entrenador i fou seleccionador de Castella i Lleó. Actualment treballa a la direcció esportiva del Valladolid. És soci d'un despatx de finances per a futbolistes.

## Clubs
- Reial Valladolid: 1984-1987.
- Atlètic de Madrid: 1987-1991.
- FC Barcelona: 1991-1994.
- València CF: 1994-1995.
- Reial Valladolid: 1995-1998.

## Palmarès
- 1 Copa d'Europa: 1991-1992, amb el FC Barcelona.
- 3 Lligues espanyoles: 1991-1992, 1992-1993 i 1993-1994, amb el FC Barcelona.